# Kirsten Moselund
Kirsten E. Moselund es una ingeniera danesa profesora de electrónica y microtecnología en la École Polytechnique Fédérale de Lausanne. Dirige también el Laboratorio de Nanotecnologías y Tecnologías Cuánticas del Instituto Paul Scherrer. Anteriormente, trabajó como líder del grupo de dispositivos de nanoescala e integración de materiales en IBM Research.

## Temprana edad y educación
Moselund creció en Dinamarca, donde asistió a la Henriette Hoerlück Skole. Allí realizó una maestría en la Universidad Técnica de Dinamarca. En 2003, se trasladó a la École Polytechnique Fédérale de Lausanne, donde completó su investigación doctoral en microelectrónica, desarrollando dispositivos electrónicos a partir de nano-cables de silicio.

## Investigación y carrera
Moselund se unió a IBM Research, donde dirigió un grupo dedicado a "Integración de materiales y dispositivos a nano-escala". Estaba particularmente interesada en la ingeniería neuromórfica, la nanofotónica y la computación cuántica. Ella estuvo involucrada en el desarrollo de dispositivos de nano-cables activos para fotónica, haciendo uso de matrices de nano-cables activas y pasivas. Moselund desarrolló plataformas que podrían interactuar con las neuronas. Estos dispositivos basados en nano-cables se pueden utilizar para estudiar el ensamblaje celular y monitorear activamente las células individuales. Moselund formó parte del proyecto de la Comisión Europea Ionic Neuromodulation For Epilepsy Treatment (IN-FET). También ha trabajado en vertical-external-cavity surface-emitting-laser (VECSEL).
En 2016, Moselund recibió una subvención  del Consejo Europeo de Investigación para desarrollar láseres de nano-cable III-V mejorados plasmónicamente en silicio para comunicaciones integradas (PLASMIC). Se centró en los materiales plasmónicos que eran compatibles con el procesamiento de integración a gran escala (VLSI). Para lograrlo, hizo uso de la epitaxia selectiva asistida por plantilla, que integra los nano-cables en un sustrato de Si-SiO2. El elemento central de esta técnica es el uso de una cavidad de óxido, que guía el crecimiento desde una pequeña superficie de silicio.
Moselund regresó a la École Polytechnique Fédérale de Lausanne, donde fue nombrada profesora de electricidad y microingeniería. En febrero de 2022, también fue nombrada Jefa del LNQ (Laboratorio de Nano y Tecnologías Cuánticas).

## Vida personal
Moselund tiene dos hijos.

## Publicaciones seleccionadas
- Mattias Borg; Heinz Schmid; Kirsten Moselund; et al. ( 19 de marzo de 2014). "Vertical III-V nanowire device integration on Si(100)". Nano Letters. 14 (4): 1914-1920. doi 10.1021/NL404743J. ISSN 1530-6984. PubMed.
- Schmid, H.; Borg, M.; Moselund, K.; Gignac, L.; Breslin, C. M.; Bruley, J.; Cutaia, D.; Riel, H. (8 de junio de 2015). «Template-assisted selective epitaxy of III–V nanoscale devices for co-planar heterogeneous integration with Si». Applied Physics Letters (en inglés) 106 (23): 233101. ISSN 0003-6951. doi:10.1063/1.4921962.
- Moselund, K. E.; Schmid, H.; Bessire, C.; Bjork, M. T.; Ghoneim, H.; Riel, H. (October 2012). «InAs–Si Nanowire Heterojunction Tunnel FETs». IEEE Electron Device Letters 33 (10): 1453-1455. ISSN 1558-0563. doi:10.1109/LED.2012.2206789.